# Marianne Fatton
Pour les articles homonymes, voir Fatton.
Marianne Fatton, née le 16 décembre 1995, est une skieuse-alpiniste suisse. 

## Biographie
Marianne Fatton est initiée au sport dès sa jeunesse par ses parents, la fondeuse Anna Janoušková (en) et Didier Fatton, spécialiste de course en montagne. Elle pratique tour à tour, le ski de fond, la course à pied, la course d'orientation et le biathlon. En 2014, elle participe à une journée d'initiation au ski alpinisme et est retenue pour intégrer l'équipe nationale junior. Elle démontre d'emblée de bonnes performances en décrochant le titre de championne du monde junior de sprint en 2015.

## Palmarès

### 2015
| no | féminin | Course                      | Longueur | Départ | Temps       |
| -- | ------- | --------------------------- | -------- | ------ | ----------- |
|    | 15e     | Kilomètre vertical de Fully | 1,9 km   | 2015   | 44 min 52 s |

### 2016
- du Sprint aux championnats suisses[2]

| no | féminin | Course                      | Longueur | Départ | Temps       |
| -- | ------- | --------------------------- | -------- | ------ | ----------- |
|    | 11e     | Kilomètre vertical de Fully | 1,9 km   | 2016   | 43 min 38 s |

### 2017
| no  | féminin       | Course                      | Longueur | Départ      | Temps           |
| --- | ------------- | --------------------------- | -------- | ----------- | --------------- |
| 16e | Médaille d'or | Tromsdalstind SkyRace       | 32 km    | 5 août 2017 | 3 h 36 min 58 s |
|     | 17e           | Kilomètre vertical de Fully | 1,9 km   | 2017        | 43 min 06 s     |

### 2018
- 9e de la Vertical de Wanglong, 4e espoir (Coupe du Monde)[3]
- 3e du Sprint de Wanglong, 1re espoir (Coupe du Monde)[4]
- 15e de l'Individuel de Villars-sur-Ollon, 3e espoir (Coupe du Monde)[5]
- 18e de la Vertical d'Ordino, 5e espoir (Coupe du Monde)[6]
- 20e de l'Individuel de Puy-Saint-Vincent, 8e espoir (Coupe du Monde)[7]
- 22e de la Vertical de Puy-Saint-Vincent, 8e espoir (Coupe du Monde)[8]
- Championnats d'Europe espoir 2018 :
  - 4e du Sprint [9]
  -  Médaille d'argent en Individuel [10]
  -  Médaille de bronze en Vertical [11]
- 2e du Sprint de Madonna di Campiglio, 1re espoir (Coupe du Monde)[12]
- 11e de l'Individuel de Madonna di Campiglio, 3e espoir (Coupe du Monde)[13]

| no | féminin | Course                      | Longueur | Départ | Temps       |
| -- | ------- | --------------------------- | -------- | ------ | ----------- |
|    | 10e     | Kilomètre vertical de Fully | 1,9 km   | 2018   | 42 min 25 s |

### 2019
- 1re du Sprint de Bischofshofen (Coupe du monde)[14]
- 3e de l'Individuel de Bischofshofen (Coupe du monde)[15]
- 6e de l'Individuel d'Ordino (Coupe du monde)[16]
- 11e de la Vertical d'Ordino (Coupe du monde)[17]
- 5e de l'Individuel de SuperDévoluy (Coupe du monde)[18]
- 1re du Sprint de SuperDévoluy (Coupe du monde)[19]

| no  | féminin | Course                     | Longueur | Départ       | Temps           |
| --- | ------- | -------------------------- | -------- | ------------ | --------------- |
| 40e | 5e      | Matterhorn Ultraks Extreme | 25 km    | 23 août 2019 | 4 h 33 min 02 s |

### 2020
En décembre 2019 Marianne Fatton prend la tête du classement général après les deux premières courses de la coupe du monde de ski-alpinisme. Elle remporte le classement général de la coupe du monde de ski-alpinisme écourtée en raison de la pandémie de coronavirus.
- 2e de l'Individuel d'Aussois (Coupe du monde)[21]
- 1re du Sprint d'Aussois (Coupe du monde)[22]
- du Sprint aux championnats suisses[23]
- 2e de l'Individuel de La Massana (Coupe du monde)
- 2e de la Vertical Race de Berchtesgaden (Coupe du monde)
- 2e de l'Individuel de Berchtesgaden (Coupe du monde)
- 1re du Sprint de Berchtesgaden (Coupe du monde)
- par équipe avec Alessandra Schmid aux championnats suisses[24]

### 2021
- sur le Sprint d'Adamello (Coupe du monde)
- 15e sur la Vertical d'Adamello (Coupe du monde)
- 4e sur la Vertical de Veysonnaz aux Championnats de Suisse
- 7e sur la Vertical de Verbier (Coupe du monde)
- 5e sur l'Individuel de Verbier (Coupe du monde)
- sur l'Individuel de Flaine (Coupe du monde)
- sur le Sprint de Flaine (Coupe du monde)[25]
- sur le Sprint de Val Martello (Coupe du monde)[26]
- 19e sur l'Individuel de Val Martello (Coupe du monde)
- sur le Sprint d'Ordino-Arcalis aux Championnats du monde[27]
- sur le Relais d'Ordino-Arcalis aux Championnats du monde (avec Victoria Kreuzer et Alessandra Schmid)[28]
- 8e sur l'Individuel d'Ordino-Arcalis aux Championnats du monde
- 6e sur l'épreuve par équipes - Pierra Menta (avec Alexandra Schmid)[29]
- sur l'Individuel aux championnats suisses

| no  | féminin | Course                 | Longueur | Départ         | Temps           |
| --- | ------- | ---------------------- | -------- | -------------- | --------------- |
| 38e | 6e      | Marathon du Mont-Blanc | 38 km    | 4 juillet 2021 | 4 h 17 min 40 s |

### 2022
- sur le Sprint de Val Thorens (Coupe du monde)

### 2023
- du sprint aux championnats suisses
- Championnats du monde de ski-alpinisme 2023 :
  -  en sprint

### 2024
En janvier 2024, elle prend part aux championnats d'Europe de ski-alpinisme à Flaine. Elle brille sur l'épreuve du sprint en signant d'abord le meilleur temps des qualifications. Elle est ensuite battue par la Française Célia Perillat-Pessey dans la première manche et la demi-finale. Marianne Fatton mène ensuite la finale de bout en bout pour s'offrir le titre. Elle conclut les championnats en décrochant la médaille de bronze lors du relais mixte avec Rémi Bonnet.
- sur le relais mixte de Val Thorens (Coupe du monde) (avec Thomas Bussard)
- Championnats d'Europe de ski-alpinisme 2024 :
  -  en sprint
  -  en relais mixte avec Rémi Bonnet
- sur le sprint de Villars-sur-Ollon (Coupe du monde)
- sur le relais mixte de Villars-sur-Ollon (Coupe du monde) (avec Jon Kistler)
- sur le sprint aux championnats suisses
- sur le sprint de Schladming (Coupe du monde)
- sur le sprint de Cortina d'Ampezzo (Coupe du monde)

### 2025
- sur le sprint de Courchevel (Coupe du monde)
- sur le sprint aux championnats suisses
- sur le sprint de Chahdag (en) (Coupe du monde)
- sur le relais mixte d'Arinsal avec Robin Bussard (Coupe du monde)
- sur le sprint de Bormio (Coupe du monde)
- sur le relais mixte de Bormio avec Robin Bussard (Coupe du monde)
- Championnats du monde de ski-alpinisme 2025 :
  -  en relais mixte avec Robin Bussard
  -  en sprint
- sur le sprint de Schladming (Coupe du monde)
- Jeux mondiaux militaires d'hiver de 2025 :
  -  en relais mixte avec Pierre Mettan
  -  en sprint
- sur le relais mixte de Villars-sur-Ollon avec Thomas Bussard (Coupe du monde)
- sur le sprint de Tromsø (Coupe du monde)